# Битва в пустыне
Битва в пустыне (англ. The Objective, букв. «цель, мишень») — марокканско-американский научно-фантастический фильм ужасов 2008 года режиссёра Дэниэла Мирика, который также являлся режиссёром таких проектов как «Ведьма из Блэр: Курсовая с того света» и «Сторонники». В главных ролях снялись актёры Джонас Болл, Мэтью Р. Андерсон и Майкл К. Уильямс. Премьера фильма в Марокко состоялась 24 апреля 2008 года, 6 февраля 2009 года начался показ в США.

## Сюжет
В провинции Газни, Афганистан, силы спецназа встречают агента ЦРУ Беджамина Киноса, который даёт им задание найти афганского проповедника по имени Мухаммед Абан. Командир отряда, Уолли Хеймер, приказывает всем быть начеку. Позднее отряд спецназа прибывает в родное поселение Абана в Южном Афганистане, где находит местного связного — Абдулу. Вместе с ним они отправляются в горы, где в это время скрывается Абан.
Продвигаясь всё дальше в горы, солдаты начинают делать ужасающие открытия. Сначала они встречают вооружённых людей, которые убивают одного из них, солдата по фамилии Триноски. Спецназовцы отстреливаются, убивают множество противников, но когда они собираются проверить тела убитых врагов, оказалось, что все они таинственным образом исчезли. Той же ночью команда замечает фары приближающегося транспорта, но через минуту огни взмыли резко вверх и скрылись. После споров о том, чем являлись эти огни, вертолёту радируют для пополнения припасов. Наутро оказывается, что ни радио, ни система позиционирования не работает. Грузовик отряда, повреждённый во время засады, едва может ехать в гору. Следующей ночью спецназовцы слышат приближение вертолёта и подают ему сигнал, так как радио всё ещё не работает, однако, когда, судя по звуку, вертолёт был прямо над ним, шум винта резко затихает (что, по их мнению, физически было невозможно). Тем временем радио начинает ловить сигнал на языке, похожем на арабский, но тем не менее никому непонятный. Они прячут тело Триноски, чтобы безопасно двинуться дальше, а наутро находят куски его тела разбросанными вокруг. Продвигаясь дальше в горы, спецназовцы замечают в скалах странные треугольные скульптуры из хвороста. Сразу после этого они пытаются связаться по радио хоть с кем-то, но безрезультатно. Наконец, изнывая от усталости и обнаружив, что не могут ориентироваться по компасу, солдаты обосновываются в пещере. Внутри они обнаруживают старика, который даёт им еду и пополняет их припасы. Сержант Сэндлер замечает, что у старика под лохмотьями британская армейская форма XIX века и припоминает легенду о том, что в этих горах пропал британский полк, от которого остался лишь один выживший. Наутро сержант встречает старика, очевидно разговаривающего с самим собой, но взглянув на него через прибор ночного видения, с изумлением видит неизвестных с мечами и в чёрных одеждах. Запаниковав, сержант открывает огонь и случайно убивает старика. Абдула утверждает, что надо похоронить тело, однако солдаты решают идти дальше, на случай если враг слышал их. Один из солдат, медик, начинает ощущать сильные боли в животе, и обнаруживает, что все фляги с водой наполнены не водой, а песком. Отправившись далее без воды, солдаты обнаруживают долину, которой, по словам Абдулы, раньше не было. Постепенно между солдатами начинает расти напряжение, особенно после ночной встречи со странными огнями. После того, как Тэннер и Коул, по приказу, пытаются обойти огни, подозревая уловку Талибана, они исчезают на глазах своих товарищей. Наутро Абдула в страхе говорит Киносу, что они имеют дело со сверхъестественным явлением, неподвластным человеческому пониманию, после чего кончает с собой, спрыгнув с утёса.
По мере продвижения отношения снова накаляются и спецназовцы требуют у Киноса сказать правду. Кинос раскрывает свои реальные мотивы, показав им запись со своего аппарата ночного видения: на записи ясно виден треугольный объект (подобный тем скульптурам, какие они видели ранее), который стартует с земли после того как трое мужчин, среди которых Муххамед Абан, подходят и исчезают прямо на глазах. Кинос говорит, что объект убил этих людей. Также он добавляет, что ЦРУ наблюдает за подобными объектами с 1980 года и послало Киноса и спецназовцев для дальнейшего изучения. На протяжении всего пути Кинос делал снимки своим аппаратом и посылал их при помощи новейшей лазерной системы прямо через спутниковую систему ЦРУ. Кинос высказывает теорию, что объект является ничем иным как виманасом, объектом из индийской мифологии и своего рода мифологическим отражением НЛО. Впервые его заметил ещё Александр Великий, который проходил через данную область. также он подтверждает, что огни и призраки в чёрном также могут быть связаны с ним. В конце концов. он раскрывает, что спецназовцы, являются «едой» для этого явления и что никто не выживет. В результате между ним и одним из солдат происходит драка.
Таким образом, оставшись практически без боеприпасов, еды и воды, солдаты продолжают свой путь и в конце концов встречаются с виманасом в том самом месте, где, как казалось, исчез тот самый британский полк. Сэндлер паникует и стреляет в виманаса, но тот открывается и испаряется. Кинос и Дигито (медик) бегут, но позже Кинос оставляет Дигито, так как тот слишком ослаблен болезнью, чтобы продолжать бежать, и через некоторое время слышит крики медика, которого убил виманас. Уставший и травмированный Кинос добирается до воды, но начав пить обнаруживает лежащее в воде тело Хеймера. От ужаса он падает в обморок. Проснувшись ночью, он слышит звук вертолёта и подаёт сигнал. Свет, который он и солдаты встречали ранее, вновь появляется и от него приближаются неясные фигуры. После того, как они касаются его лба, Кинос видит различные галлюцинации и входит в транс. Через некоторое время его показывают в палате парящем в трансе в нескольких сантиметрах над кроватью и теребящем в руке талисман, который он взял в доме Абана. За ним наблюдают люди из-за прозрачного стекла и слышат его шёпот: «Он спасёт всех нас…».

## В ролях
| Актёр                                   | Роль                             |
| --------------------------------------- | -------------------------------- |
| Джонас Болл (Jonas Ball)                | агент ЦРУ Бенджамин Кинос        |
| Мэтью Р Андерсон (Matthew R. Anderson)  | старший прапорщик Уолли Хеймер   |
| Джон Уэртас (Jon Huertas)               | сержант-медик Винсент Дигито     |
| Майкл К. Уильямс (Michael C. Williams)  | сержант-взрывотехник Тиноски     |
| Сэм Хантер (Sam Hunter)                 | сержант-стрелок Тим Коул         |
| Джефф Прюэт (Jeff Prewett)              | сержант-снайпер Пит Сэдлер       |
| Кенни Тэйлор (Kenny Taylor)             | мастер-сержант-пулемётчик Таннер |
| Хемз-Эддин Зенун (Chems-Eddine Zinoune) | проводник Абдул                  |
| П. Дэвид Миллер (P. David Miller)       | майор Мэт Маккарти               |
| Ванесса Йохансон (Vanessa Johansson)    | Стейси Кинос                     |
| Жаклин Харрис (Jacqueline Harris)       | Матильда Сеймур                  |

## Релиз
Премьера фильма состоялась в Марокко 24 апреля 2008 года. В США фильм вышел в прокат 4 февраля 2009 года. Это был ограниченный релиз, показанный только в одном кинотеатре в течение одной недели. Он собрал в прокате всего 95 (девяносто пять) долларов. Фильм также был выпущен на DVD и позже стал доступен в цифровом формате.
Фильм был встречен критиками прохладно. На сайте Metacritic фильму было поставлено 26 баллов из 100 возможных на основе 4 обзоров и с пометкой «В основном неблагоприятные отзывы». Популярный критический сайт Rotten Tomatoes поставил фильму 33 % свежести на основе 12 обзоров.

## Награды и номинации
Несмотря на холодный приём критиков, фильм «Битва в пустыне» получил две номинации:
- Film Presented — 2008 Tribeca Film Festival
- Film Presented — 2008 Fantasia Film Festival[4].